# Geranomyia snyderi chichiensis
Geranomyia snyderi là một phân loài ruồi của loài Geranomyia snyderi thuộc họ steltmuggen (Limoniidae). Chúng phân bố ở miền Australasia.